# Mine vaganti
Mine vaganti (conocida internacionalmente como Loose Cannons, literalmente, balas perdidas) es una película italiana de 2010 dirigida por Ferzan Özpetek  conocida como Tengo algo que deciros en España, donde se estrenó el 22 de diciembre de 2010; como Hombres al dente en Colombia, donde se estrenó el 13 de mayo de 2011; y como Tengo algo que decirles en Argentina, donde se estrenó el 14 de julio de 2011.

## Argumento
Tommaso, el menor de tres hermanos, vuelve de Roma, donde supuestamente estudiaba economía, a casa de su familia, que es dueña de una fábrica de pasta. Planea sincerarse con su familia durante la cena, diciéndoles que desea ser escritor y que es homosexual. Le confiesa a su hermano mayor, Antonio, su intención de contarlo todo y que su padre lo desherede y así poder dedicarse a lo que él quiere y olvidarse de la fábrica familiar. Pero para sorpresa de Tommaso y de todos Antonio se adelanta confesándose homosexual, por lo que el padre de ambos lo echa de casa. El incidente provoca un infarto al padre, Vincenzo, por lo que Tommaso no se atreve a repetir la escena y tiene que hacerse cargo del negocio familiar.
Todos en la pequeña ciudad desconocen su condición menos la abuela y Alba, la hija de los socios comerciales de la familia. El rumor del motivo de la marcha de Antonio se extiende y eso avergüenza a Vincenzo. Mientras, Alba y Tommaso se hacen amigos y a pesar de saber que él es gay ella no puede evitar empezar a enamorarse de él. Por su parte Tommaso se siente presionado por su novio Marco para regresar a Roma, y aconsejado por la abuela, por fin se decide a decir que no desea trabajar en la fábrica sino a ser escritor. En el entierro de la abuela, tras su suicidio, Antonio y su padre se reconcilian, lo que, junto a la mayor implicación de la hermana en la dirección de la fábrica, permite la marcha de Tommaso.

## Reparto
- Riccardo Scamarcio: Tommaso Cantone
- Alessandro Preziosi: Antonio Cantone
- Nicole Grimaudo: Alba Brunetti
- Lunetta Savino: Stefania Cantone
- Ennio Fantastichini: Vincenzo Cantone
- Ilaria Occhini: Abuela
- Elena Sofia Ricci: tía Luciana
- Bianca Nappi: Elena Cantone
- Massimiliano Gallo: Salvatore
- Daniele Pecci: Andrea
- Carolina Crescentini: Abuela (Joven)
- Carmine Recano: Marco
- Paola Minaccioni: Teresa
- Gianluca De Marchi: Davide
- Mauro Bonaffini: Massimiliano
- Gea Martire: Patrizia
- Giorgio Marchesi: Nicola